# بسام كنج
بسام كنج (1965–2000) هو أحد 4 رجال هم محمد الذهبي ونبيل المرابح ورائد حجازي اللذين التقوا في معسكر خلدن أثناء الاجتياح السوفييتي إلى أفغانستان.